# Lorenzo Alvarez Filip
Lorenzo Alvarez Filip (Ciudad de México, 6 de febrero, de 1977) es un biólogo marino e investigador que se encuentra adscrito a la Unidad Académica de Sistemas Arrecifales del Instituto de Ciencias del Mar y Limnología de la Universidad Nacional Autónoma de México. Desde niño sintió una gran afinidad por la vida marina, en especial los arrecifes coralinos y su conservación. Su trabajo está enfocado a la biología marina, con amplia experiencia en ecología marina, biodiversidad y ecología de la conservación. Por su trabajo en arrecifes de coral ganó el World Reef Award en 2017.

## Trayectoria académica
Se tituló como biólogo en  la Facultad de Ciencias de la Universidad Nacional Autónoma de México en 2002. En 2004 obtuvo la maestría enfocada al área de ecología marina en Centro de Investigación Científica y de Educación Superior de Ensenada. Antes de entrar al doctorado trabajó en el parque nacional Arrecifes de Cozumel donde se enfocó en la implementación de acciones de monitoreo y conservación, así como en la coordinación con organizaciones (académicas, ONGs) actividades de investigación. De igual forma colaboró en los programas de educación ambiental con pescadores, prestadores de servicios y público en general. En 2010 obtuvo el grado de Doctor en la University of East Anglia, School of Environmental Sciences, donde exploró las consecuencias y el momento de la degradación del hábitat para una gama de diversidad y dimensiones tróficas de peces. Después de su doctorado, fue becario de investigación posdoctoral en la Universidad Simon Frase con la Dra. Isabelle M. Côté donde estudió las consecuencias y temporalidad de la degradación del hábitat y comunidades de peces en el Mar Caribe. 
Después del doctorado trabajó en la Iniciativa de Arrecifes Saludables, donde se encargó del monitoreo de sistemas arrecifales del Mar Caribe, así como el análisis de datos y la coordinación de publicaciones de divulgación científica. Actualmente es responsable del Laboratorio de Biodiversidad y Conservación Arrecifal (BarcoLab) de la Unidad Académica de Sistemas Arrecifales del Instituto de Ciencias del Mar y Limnología de la Universidad Nacional Autónoma de México, así como miembro del Sistema Nacional de Investigadores con nivel II.
En 2017 la International Society for Reef Studies (ISRS) le otorgó el World Reef Award, por su amplia labor a favor de los arrecifes de coral. De igual forma fue Presidente de la Sociedad Mexicana de Arrecifes Coralinos de  2017- 2019 y es miembro vitalicio de la International Society for Reef Studies.

## Líneas de investigación
Sus líneas de investigación incluyen la ecología y conservación arrecifes coralinos principalmente en el Caribe Mexicano. Principalmente a la descripción y entendimiento de los patrones de cambio de gran escala en ecosistemas coralinos del Mar Caribe. De igual forma se ha enfocado en la interacción entre las sociedades humanas y la naturaleza en un contexto de degradación ambiental. Ha hecho colaboraciones con Greenpeace, The Nature Conservancy, CONABIO, Healthy Reef Initiative, Comisión Nacional de Áreas Naturales Protegidas (CONANP).  Actualmente colabora con la universidad de Exeter en un proyecto de presupuestos de carbonato. En los últimos años su investigación también se ha enfocado a investigar a enfermedad de pérdida de tejido de coral duro, conocida en inglés como Stony Coral Tissue Loss Disease, la cual ha afectado gravemente a los arrecifes del Caribe Mexicano.          

## Publicaciones destacadas
Cuenta con más 70 publicaciones, que incluyen artículos científicos, capítulos de libros y notas de divulgación. Entre sus principales publicaciones destacan:
- Alvarez-Filip, L., Estrada-Saldívar, N., Pérez-Cervantes, E., Molina-Hernández, A., & González-Barrios, F. J. (2019). A rapid spread of the stony coral tissue loss disease outbreak in the Mexican Caribbean. PeerJ, 7, e8069.
- Perry, C. T., Alvarez-Filip, L., Graham, N. A., Mumby, P. J., Wilson, S. K., Kench, P. S., ... & Macdonald, C. (2018). Loss of coral reef growth capacity to track future increases in sea level. Nature, 558(7710), 396-400.
- Alvarez-Filip, L., Carricart-Ganivet, J. P., Horta-Puga, G., & Iglesias-Prieto, R. (2013). Shifts in coral-assemblage composition do not ensure persistence of reef functionality. Scientific reports, 3(1), 1-5.
- Darling, E. S., Alvarez‐Filip, L., Oliver, T. A., McClanahan, T. R., & Côté, I. M. (2012). Evaluating life‐history strategies of reef corals from species traits. Ecology Letters, 15(12), 1378-1386.
- Alvarez-Filip, L., Dulvy, N. K., Gill, J. A., Côté, I. M., & Watkinson, A. R. (2009). Flattening of Caribbean coral reefs: region-wide declines in architectural complexity. Proceedings of the Royal Society B: Biological Sciences, 276(1669), 3019-3025.